# ویگن غازاریان
ویگن غازاریان (ارمنی: Վիգէն Ղազարյան ) بازیکن فوتبال بازنشسته در پست ارمنی‌تبار اهل ایران بود.

## باشگاهی
از باشگاه‌هایی که این بازیکن در آن توپ زده است می‌توان به آرارات تهران اشاره کرد.